# Liriomyza angulicornis
Liriomyza angulicornis este o specie de muște din genul Liriomyza, familia Agromyzidae. A fost descrisă pentru prima dată de Malloch în anul 1918. Conform Catalogue of Life specia Liriomyza angulicornis nu are subspecii cunoscute.